# Gronowo Górne
Gronowo Górne (niem. Grunau Höhe) – wieś w Polsce położona w województwie warmińsko-mazurskim, w powiecie elbląskim, w gminie Elbląg.
Wieś położona jest na zachodnim skraju Wysoczyzny Elbląskiej, granicząca bezpośrednio z Elblągiem.
W latach 1975–1998 miejscowość administracyjnie należała do województwa elbląskiego.
W miejscowości znajduje się Liceum Plastyczne.